# アヤパネコ語
アヤパネコ語（Ayapaneco、またはNuumte Oote）とは、メキシコの言語の一つ。

## 概要
メキシコのタバスコ州ハルパ・デ・メンデスのアヤーパという場所を中心に話されてきた言葉である。自称のNuumte Ooteとはアヤパネコ語で「真の声」という意味である。テワンテペク地峡周辺で話されるミヘ・ソケ語族に属しており、20世紀中頃までは少数派ではあったが、力強く残っていた。しかしスペイン語教育が浸透したことや、都会に人が出て行ったことで次第に話者が減少していった。現在では67歳から90歳までの年代におよそ15人の話者がいる。2010年、最後のアヤパネコ語の話者である2人が敵対し長い間会話したことがないという内容の記事が広まり始めた。この記事は誤っており、直ちに修正されたものの、その記事は広く伝播するようになった。

## 保護
危機に瀕する言語を保存することはとても重要なことであるため、インディアナ大学の人類学の助教授ダニエル・サスラックらが辞典を作ろうとして活動している。また、メキシコの国立地域言語研究所（INALI）が保護活動に乗り出しているが、資金不足や生徒が来ないといった問題も起こっている。